# Paralelismo (matemática)

Dos rectas paralelas

Planos paralelos

En geometría, el paralelismo es una relación que se establece entre cualquier variedad lineal de dimensión mayor o igual a 1 (rectas, planos, hiperplanos, entre otros). En el plano cartesiano, dos rectas son paralelas si tienen la misma pendiente o son perpendiculares a uno de los ejes, por ejemplo la función constante.
En geometría afín, expresando una variedad lineal como V = p + E, con p punto y E espacio vectorial, se dice que A = a + F es paralela a B = b + G si y solo si F está contenido en G o G está contenido en F, donde A y B son subvariedades lineales de la misma variedad lineal V, y F y G son subespacios vectoriales del mismo espacio vectorial E. En el plano (afín) (V = {\displaystyle \mathbb {R} ^{2}}), esto se traduce de la siguiente manera: dos rectas son paralelas si contienen un mismo vector director.
Obsérvese que, en un espacio afín tridimensional, una recta y un plano pueden ser paralelos, y también que la coincidencia de variedades lineales es un caso particular de paralelismo.
Así, dos rectas contenidas en un plano son paralelas si, o bien son una y la misma recta (son rectas coincidentes) o, por el contrario, no comparten ningún punto.
De manera análoga, en el espacio dos planos son paralelos si, o bien son uno y el mismo plano, o bien no comparten ninguna recta.

## Paralelismo euclidiano

### Dos rectas en un plano

#### Condiciones para el paralelismo

Como muestran las marcas, las rectas a y b son paralelas. Esto se puede demostrar porque la transversal t produce ángulos correspondientes congruentes, mostrados aquí ambos a la derecha de la transversal, uno encima y adyacente a la línea a y el otro encima y adyacente a la línea b

Dadas las rectas paralelas l y m en el espacio euclídeo, las siguientes propiedades son equivalentes:
1. Cada punto de la recta m está situado exactamente a la misma (mínima) distancia de la recta l ( rectas equidistantes).
2. La recta m está en el mismo plano que la recta l pero no se interseca con l (recordemos que las rectas se extienden hasta el infinito en cualquier dirección).
3. Cuando las rectas m y l se intersecan con una tercera recta (una transversal) en el mismo plano, los ángulos correspondientes de intersección con la transversal son congruentes.

Dado que se trata de propiedades equivalentes, cualquiera de ellas podría tomarse como definición de rectas paralelas en el espacio euclídeo, pero la primera y la tercera propiedad implican medición, y por tanto, son "más complicadas" que la segunda. Así, la segunda propiedad es la que se suele elegir como propiedad definitoria de las rectas paralelas en la geometría euclídea. Las demás propiedades son entonces consecuencias del  postulado de las paralelas de Euclides. Otra propiedad que también implica medición es que las rectas paralelas entre sí tienen el mismo gradiente (pendiente).

### Historia
La definición de líneas paralelas como un par de líneas rectas en un plano que no se encuentran aparece como Definición 23 en el Libro I de Elementos de Euclides. Otras definiciones alternativas fueron discutidas por otros griegos, a menudo como parte de un intento de demostrar el postulado paralelo. Proclus atribuye una definición de las líneas paralelas como líneas equidistantes a Posidonio y cita a Gemio en una línea similar. Simplicio también menciona la definición de Posidonio así como su modificación por el filósofo Aganis.
A finales del siglo XIX, en Inglaterra, los Elementos de Euclides seguían siendo el libro de texto estándar en las escuelas secundarias. El tratamiento tradicional de la geometría estaba siendo presionado a cambiar por los nuevos desarrollos de la geometría proyectiva y la geometría no euclidiana, por lo que en esta época se escribieron varios libros de texto nuevos para la enseñanza de la geometría. Una diferencia importante entre estos textos de reforma, tanto entre sí como entre ellos y Euclides, es el tratamiento de las rectas paralelas. Estos textos de reforma no estuvieron exentos de críticas y uno de ellos, Charles Dodgson (a. k.a. Lewis Carroll), escribió una obra, Euclides y sus modernos rivales, en la que se arremete contra estos textos.
Uno de los primeros libros de texto de la reforma fue Geometría elemental de James Maurice Wilson, de 1868. Wilson basó su definición de líneas paralelas en la noción primitiva de dirección. Según Wilhelm Killing la idea puede remontarse a Leibniz. Wilson, sin definir la dirección ya que es una primitiva, utiliza el término en otras definiciones como su sexta definición, "Dos rectas que se encuentran entre sí tienen direcciones diferentes, y la diferencia de sus direcciones es el ángulo entre ellas." Wilson (1868, p. 2) En la definición 15 introduce las líneas paralelas de esta manera; "Las líneas rectas que tienen la misma dirección, pero no son partes de la misma línea recta, se llaman líneas paralelas." Wilson (1868, p. 12) Augustus De Morgan revisó este texto y lo declaró un fracaso, principalmente sobre la base de esta definición y la forma en que Wilson la utilizó para demostrar cosas sobre las líneas paralelas. Dodgson también dedica una gran sección de su obra (Acto II, Escena VI § 1) a denunciar el tratamiento de Wilson de las paralelas. Wilson editó este concepto fuera de las ediciones tercera y superior de su texto.
Otras propiedades, propuestas por otros reformadores, utilizadas como sustitutos de la definición de líneas paralelas, no salieron mucho mejor paradas. La principal dificultad, como señaló Dodgson, era que para utilizarlas de este modo era necesario añadir axiomas adicionales al sistema. La definición de línea equidistante de Posidonio, expuesta por Francis Cuthbertson en su texto de 1874 Geometría euclidiana adolece del problema de que hay que demostrar que los puntos que se encuentran a una distancia determinada en un lado de una línea recta forman una línea recta. Esto no puede demostrarse y debe suponerse que es cierto. La propiedad de los ángulos correspondientes formados por una transversal, utilizada por W. D. Cooley en su texto de 1860, The Elements of Geometry, simplified and explained requiere una prueba del hecho de que si una transversal se encuentra con un par de líneas en ángulos correspondientes congruentes entonces todas las transversales deben hacerlo. De nuevo, se necesita un nuevo axioma para justificar esta afirmación.

## Símbolo
El símbolo de paralelo es {\displaystyle \parallel }. Por ejemplo, {\displaystyle AB\parallel CD} indica que la línea AB es paralela a la línea CD.
En el conjunto de caracteres Unicode, los signos "paralelo" y "no paralelo" tienen puntos de código U+2225 (∥) y U+2226 (∦), respectivamente. Además, U+22D5 (⋕) representa la relación "igual y paralelo a".
El mismo símbolo se utiliza para una función binaria en ingeniería eléctrica (el operador paralelo). Es distinto de los corchetes de doble línea vertical, U+216 (‖), que indican una norma (por ejemplo, {\displaystyle |x\|}), así como del operador lógico o (||) en varios lenguajes de programación.

## Rectas paralelas

Construcción de una línea paralela, a un punto dado, usando solo regla y compás

Dos rectas son paralelas si sus vectores directores son paralelos, es decir, si estos nunca se unen o cruzan.

### Axioma de unicidad
El axioma que distingue a la geometría euclidiana de otras geometrías es el siguiente:
En un plano, por un punto exterior a una recta, pasa una y solo una paralela a dicha recta.

### Propiedades
Dado el conjunto P de rectas en el plano, podemos definir la relación binaria: {\displaystyle \parallel } que representamos del siguiente modo:
{\displaystyle a\parallel b\quad ,\quad \parallel (a,b)\quad ,\quad (a,b)\in \parallel }
Siendo a, b, c rectas en el plano P, se cumple:
- Reflexiva: Toda recta es paralela a sí misma:

{\displaystyle \forall a\in P:\quad a\parallel a}
- Simétrica: Si una recta es paralela a otra, aquella es paralela a la primera:

{\displaystyle \forall a,b\in P:\quad a\parallel b\longrightarrow \quad b\parallel a}
Estas dos propiedades se deducen de la intersección de conjuntos y no dependen del axioma de unicidad.
- Transitiva: Si una recta es paralela a otra, y esta a su vez paralela a una tercera, la primera es paralela a la tercera:

{\displaystyle \forall a,b,c\in P:\quad {\Big (}\;a\parallel b\;\land \;b\parallel c\;{\Big )}\longrightarrow \quad a\parallel c}
Luego la relación de paralelismo entre rectas del plano es una relación de equivalencia.
Estas mismas propiedades se pueden comprobar en el conjunto de planos paralelos en el espacio.

### Teoremas
- En un plano dos rectas perpendiculares a una tercera son paralelas entre sí.

- Si en un plano una recta corta a otra recta, entonces corta a todas las paralelas de esta.

Las demostraciones de estos dos teoremas y de la tercera propiedad usan el axioma de unicidad.

#### Construcción
Las tres propiedades anteriores conducen a tres métodos diferentes de construcción de rectas paralelas.

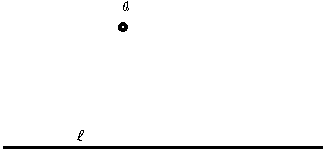
Problema: Dibujar una línea que pase por a paralela a l.

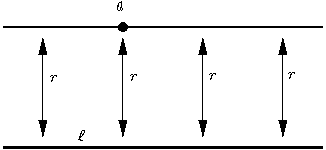
Propiedad 1: La línea m tiene en todas partes la misma distancia a la línea l.
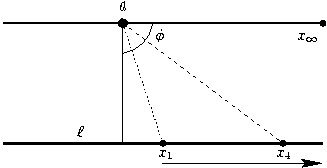
Propiedad 2: Trazar una línea aleatoria a través de a que se interseque con l en x. Mueve el punto x al infinito.
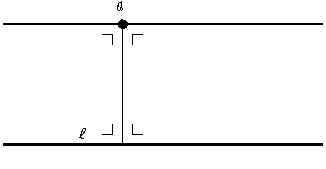
Propiedad 3: Tanto l como m comparten una línea transversal a través de a que se interseca con ellas a 90°.

#### Distancia entre dos líneas paralelas
Dado que las rectas paralelas en un plano euclídeo son equidistantes existe una distancia única entre las dos rectas paralelas. Dadas las ecuaciones de dos rectas paralelas no verticales ni horizontales,
{\displaystyle y=mx+b_{1}\,}
{\displaystyle y=mx+b_{2},,}
la distancia entre las dos rectas se puede hallar localizando dos puntos (uno en cada recta) que se encuentren en una perpendicular común a las rectas paralelas y calculando la distancia entre ellos. Como las rectas tienen pendiente m, una perpendicular común tendría pendiente -1/m y podemos tomar la recta con ecuación y = -x/m como perpendicular común. Resolver los sistemas lineales
{\displaystyle {\begin{cases}y=mx+b_{1}\\y=-x/m\end{cases}}}
y
{\displaystyle {\begin{cases}y=mx+b_{2}\\y=-x/m\end{cases}}}
para obtener las coordenadas de los puntos. Las soluciones de los sistemas lineales son los puntos
{\displaystyle \left(x_{1},y_{1}\right)\ =\left({\frac {-b_{1}m}{m^{2}+1}},{\frac {b_{1}}{m^{2}+1}}\right)\,}
y
{\displaystyle \left(x_{2},y_{2}\right)\ =\left({\frac {-b_{2}m}{m^{2}+1}},{\frac {b_{2}}{m^{2}+1}}\right).}
Estas fórmulas siguen dando las coordenadas correctas de los puntos aunque las rectas paralelas sean horizontales (es decir, m = 0). La distancia entre los puntos es
{\displaystyle d={\sqrt {\left(x_{2}-x_{1}\right)^{2}+\left(y_{2}-y_{1}\right)^{2}}}={\sqrt {\left({\frac {b_{1}m-b_{2}m}{m^{2}+1}}\right)^{2}+\left({\frac {b_{2}-b_{1}}{m^{2}+1}}\right)^{2}}}\,,}
que se reduce a
{\displaystyle d={\frac {|b_{2}-b_{1}|}{\sqrt {m^{2}+1}}}\,.}
Cuando las rectas vienen dadas por la forma general de la ecuación de una recta (se incluyen las rectas horizontales y verticales):
{\displaystyle ax+by+c_{1}=0\,}
{\displaystyle ax+by+c_{2}=0,\,}
su distancia puede expresarse como
{\displaystyle d={\frac {|c_{2}-c_{1}|}{\sqrt {a^{2}+b^{2}}}}.}

### Dos rectas en un espacio tridimensional
Dos rectas en el mismo espacio tridimensional que no se cruzan no tienen por qué ser paralelas. Sólo si están en un plano común se llaman paralelas; si no, se llaman  rectas oblicuas.
Dos rectas distintas l y m en el espacio tridimensional son paralelas si y sólo si la distancia desde un punto P en la recta m al punto más cercano en la recta l es independiente de la posición de P en la recta m. Esto nunca es válido para las rectas oblicuas.

### Una recta y un plano
Una recta m y un plano q en el espacio tridimensional, la recta no situada en ese plano, son paralelos si y sólo si no se intersecan.
Equivalentemente, son paralelas si y sólo si la distancia desde un punto P en la recta m al punto más cercano en el plano q es independiente de la posición de P en la recta m.

### Dos planos
De forma similar al hecho de que las rectas paralelas deben estar situadas en el mismo plano, los planos paralelos deben estar situados en el mismo espacio tridimensional y no contener ningún punto en común.
Dos planos distintos q y r son paralelos si y sólo si la distancia de un punto P en el plano q al punto más cercano en el plano r es independiente de la localización de P en el plano q. Esto nunca se cumple si los dos planos no están en el mismo espacio tridimensional.

## Extensión a la geometría no euclidiana
En la geometría no euclidiana, es más común hablar de geodésicas que de líneas (rectas). Una geodésica es el camino más corto entre dos puntos de una geometría determinada. En física puede interpretarse como el camino que sigue una partícula si no se le aplica ninguna fuerza. En la geometría no euclidiana (elíptica o geometría hiperbólica) las tres propiedades euclidianas mencionadas anteriormente no son equivalentes y sólo la segunda (La línea m está en el mismo plano que la línea l pero no se interseca con l) es útil en las geometrías no euclidianas, ya que no implica ninguna medida. En geometría general las tres propiedades anteriores dan tres tipos diferentes de curvas, curvas equidistantes, geodésicas paralelas y geodésicas que comparten una perpendicular común, respectivamente.

### Geometría hiperbólica

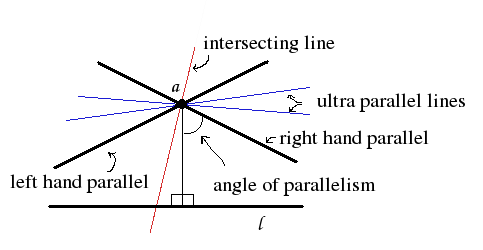
Intersección, líneas paralelas y ultra paralelas que pasan por a con respecto a l en el plano hiperbólico. Las líneas paralelas parecen intersecarse con l justo fuera de la imagen. Esto es sólo un artefacto de la visualización. En un plano hiperbólico real las líneas se acercarán entre sí y se "encontrarán" en el infinito.

Mientras que en la geometría euclidiana dos geodésicas pueden cruzarse o ser paralelas, en la geometría hiperbólica existen tres posibilidades. Dos geodésicas que pertenecen al mismo plano pueden ser:
1. intersecantes, si se cruzan en un punto común del plano,
2. paralelas, si no se cruzan en el plano, pero convergen a un punto límite común en el infinito (punto ideal), o
3. ultra paralelas, si no tienen un punto límite común en el infinito.

En la literatura las geodésicas ultra paralelas suelen llamarse no intersecantes.  Las geodésicas que se intersecan en el infinito se denominan paralelas límite.
Como en la ilustración a través de un punto a que no está en la línea l hay dos paralelas límite, una por cada dirección punto ideal de la línea l. Separan las líneas que se intersecan con la línea l y las que son ultra paralelas a la línea l.
Las rectas ultra paralelas tienen una única perpendicular común (teorema de la ultraparalela), y divergen a ambos lados de esta perpendicular común.

### Geometría esférica o elíptica

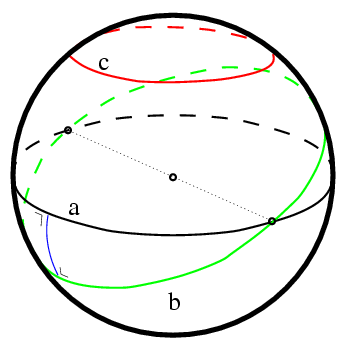
En la esfera no existe la línea paralela. La línea a es un gran círculo, el equivalente a una línea recta en la geometría esférica. La línea c es equidistante a la línea a pero no es un gran círculo. Es un paralelo de latitud. La línea b es otra geodésica que se interseca con a en dos puntos antípodas. Comparten dos perpendiculares comunes (una se muestra en azul).

En la geometría esférica, todas las geodésicas son grandes círculos. Los grandes círculos dividen la esfera en dos hemisferios iguales y todos los grandes círculos se cruzan entre sí. Por lo tanto, no hay geodésicas paralelas a una geodésica dada, ya que todas las geodésicas se cruzan. Las curvas equidistantes en la esfera se llaman paralelos de latitud análogos a las líneas de latitud en un globo terráqueo. Los paralelos de latitud pueden ser generados por la intersección de la esfera con un plano paralelo a un plano que pasa por el centro de la esfera.

## Variante reflexiva
Si l, m, n son tres líneas distintas, entonces {\displaystyle l\parallel m\ \land \ m\parallel n\ \implies \ l\parallel n.}
En este caso, el paralelismo es una relación transitiva. Sin embargo, en el caso l = n, las rectas superpuestas no se consideran paralelas en geometría euclídea. La relación binaria entre rectas paralelas es evidentemente una relación simétrica. Según los principios de Euclides, el paralelismo "no" es una relación reflexiva y, por tanto, "no" es una relación de equivalencia. Sin embargo, en geometría afín un haz de rectas paralelas se toma como una clase de equivalencia en el conjunto de rectas donde el paralelismo es una relación de equivalencia.
Para ello, Emil Artin (1957) adoptó una definición de paralelismo en la que dos rectas son paralelas si tienen todos o ninguno de sus puntos en común.
Entonces una recta es paralela a sí misma de modo que las propiedades reflexiva y transitiva pertenecen a este tipo de paralelismo, creando una relación de equivalencia sobre el conjunto de rectas. En el estudio de la geometría de incidencia, esta variante de paralelismo se utiliza en el plano afín.